# Економіка Нігерії
Нігерія — аграрна країна з розвиненою нафтодобувною промисловістю. Основні галузі економіки: гірнича (в тому числі нафтова), деревообробна, текстильна та легка промисловість, хімічна, конструктивних матеріалів, сталеливарна. Транспорт: автомобільний, залізничний, морський, повітряний. Гол. мор. порти — Лагос, Порт-Гаркорт, Бонні, Варрі. У галузі повітряних перевезень працюють приватні авіакомпанії, зокрема, Air Nigeria, Kabo Air і Okada Air. До аеропортів міжнародного значення в Лагосі і Кано додалися аеропорти такого ж класу в Харкорті, Ілорині (поблизу Лагосу), Калабарі, Майдугурі і новій федеральній столиці Абуджі. Крім того, 11 аеропортів обслуговують тільки внутрішні авіалінії.

## Макроекономіка
| Рік  | ВВП (млрд $) | Інфляція (%) |
| ---- | ------------ | ------------ |
| 1980 | 64,702       | 10           |
| 1985 | 34,800       | 5,5          |
| 1990 | 32,019       | 7,4          |
| 1995 | 35,475       | 72,9         |
| 2000 | 45,737       | 6,9          |
| 2006 | 116,177      | 9,4          |

## Загальний огляд
Через понад 40 років після того, як Нігерія в 1960 отримала незалежність від Великої Британії, її економіці як і раніше властивий дуалізм: сучасний товарний сектор, що працює в основному на експорт, співіснує з традиційним напівнатуральним сільським господарством. У сучасному товарному секторі, становлення якого почалося в колоніальний період, державні і підприємства, що контролюються державою залишаються головними роботодавцями. Близько 70 % нігерійців зайняті в сільському господарстві, але починаючи з 1965 воно не забезпечує потреби країни в продовольстві. Основні продовольчі культури Півдня і Середнього пояса: ямс, рис і кукурудза. У північних районах обробляють сорго, просо і рис. У цій частині країни розвинене тваринництво. Маніок, томати і бобові вирощують на всій території країни, а цибулю — в районах лугів і пасовищ. Вирощують також каву, тютюн і горіхи кола, бавовну, пальмова олія, арахіс і каучуконоси, какао-боби.

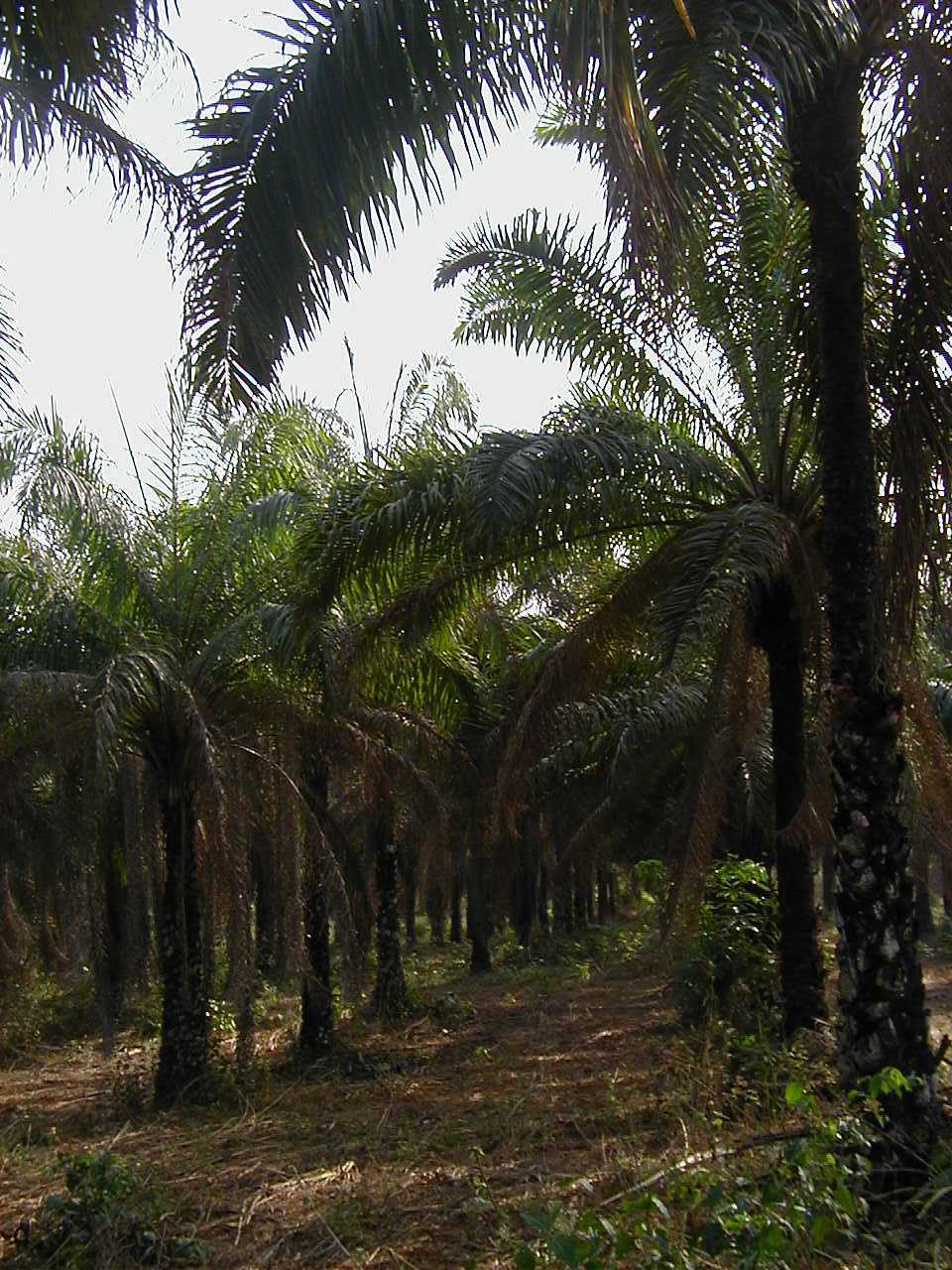
Університет Обафемі Авілоу Пальмова ферма, Іль-Іф, Нігерія

У 2008 валовий внутрішній продукт (ВВП) Нігерії оцінювався в 60,8 млрд дол., або бл. 440 дол. на душу населення. У 1977—1997 приріст ВВП становив 1,7 % на рік. На початку 1990-х ВВП країни скоротився. Продукція сільського господарства становила бл. 1/3 ВВП, гірничодобувної промисловості (насамперед видобутку нафти) — трохи менше 1/3, обробної промисловості — 10 %, інше припадало на сферу послуг. На початку XXI ст., після 16 років громадянської війни Нігерія прагне відновити економіку.
За даними The Heritage Foundation станом на 2001 рік: ВВП — $ 31 млрд. Темп зростання ВВП — 1,8 %. ВВП на душу населення — $256. Прямі закордонні інвестиції — $ 807 млн. Імпорт (продовольство, споживчі товари короткочасного користування, промислова сировина, машини і обладнання, транспортні засоби) — $ 15 млрд (г.ч. Велика Британія — 13,2 %; Німеччина — 11,8 %; США — 11,4 %; Франція — 5,7 %). Експорт (нафта — понад 90 % експорту, какао-боби, пальмові ядра, каучук) — $ 13 млрд (г.ч. США — 35 %; Іспанія — 10,0 %; Індія — 8,7 %; Франція — 3,9 %).

## Промисловість
Протягом ХХ ст. і особливо після проголошення в 1960 незалежності в Нігерії розвивалося власне промислове виробництво. Крім підприємств по первинній переробці сільськогосподарської сировини, були створені оловоплавильний завод, підприємства з виробництва натурального каучуку (крепу) з латексу, лісопильно-фанерні комбінати, а також автоскладальні цехи, що працюють на привізних деталях. З 1975 найважливішою галуззю промисловості стала переробка нафти. Підприємства інших галузей виробляли споживчі товари, що заміняли імпорт — пиво, мило, цукор, взуття, бавовняні тканини. Були побудовані нафтохімічні комплекси в Варрі і Кадуні. У період 1950—1960 щорічні темпи зростання нігерійської економіки становили 4-5 %. Їх помітне сповільнення сталося після політичної кризи 1966 і в роки громадянської війни 1967—1970. Блокада східних штатів, що проголосили себе Республікою Біафрою, і закриття порту Харкорт привели до згортання виробництва, внутрішньої і зовнішньої торгівлі. Війна мала не тільки негативні наслідки: національна економіка стала більш самодостатньою. Економічне зростання відновилося в післявоєнний період, коли стали збільшуватися прибутки від продажу нафти. Після 1978 економіка Нігерії характеризувалася крайньою нестабільністю, національний прибуток зменшився, особливо після того, як у 1980-х рр. закрилися сотні промислових підприємств, що працювали на імпортній сировині.
У Нігерії розвинені традиційні ремесла, особливо ткацтво, гончарна справа і різьблення по дереву. На початку 1990-х років в структурі обробної промисловості Нігерії ключову роль грали галузі, що виробляють продукти харчування і напої, текстиль, нафтопродукти. Понад 90 % всієї промислової продукції припадало на товари народного споживання. Велике промислове виробництво сконцентроване навколо Лагоса. Інші промислові центри — Харкорт, Аба, Енугу, Кано і Кадуна. У Лагосі, Кадуні, Ібадані і Енугу діють заводи по збиранню транспортних засобів з імпортних деталей. Серед інших великих промислових підприємств, в яких уряду належить контрольний пакет акцій — металургійний комбінат в Аджаокуті неподалік від Локоджі, металургійний завод в Аладжі поблизу Варрі, сталепрокатні заводи в Ошогбо, Джосі і Кацині, целюлозно-паперові фабрики в Ібоку, поблизу Калабара, та в Івопіні, неподалік від Іджебу-Оді. У 1988 на базі нафтопереробного заводу в Кацині і в Екпані, поблизу Варрі, було створене нафтохімічне виробництво, а біля Харкорта став до ладу великий завод з виробництва азотних добрив, що частково субсидується Експортно-імпортним банком США.

## Енергетика
Майже 60 % енергії в Нігерії отримують з деревини і деревного вугілля, 30 % — з нафти і 11 % — з природного газу. Частка кам'яного вугілля і гідроенергії незначна. За 1990-ті рр. споживання природного газу збільшилося втричі, деревини — на 20 %.
Середньодобовий показник виробництва електроенергії в Нігерії, за даними Transmission Company of Nigeria (TCN), складає 4100 МВт. Проте, сама електроенергетика країни — дуже нестійка. Так, наприклад, у колишній столиці і найбільшому місті Нігерії Лагосі тривають майже щоденні відключення світла. Лише протягом 2022 року у країні сталися чотири випадки повних блекаутів.

## Азартні ігри
Азартні ігри в Нігерії регламентовані дуже посередньо. Хоча існує місцевий закон про азартні ігри, в країні діє багато нелегальних казино. Легальні наземні казино розташовані у двох найбільших містах. Найбільшим казино є Federal Palace в однойменному готелі в столиці країни — Лагосі. Закон Нігерії зосереджується на заходах щодо зменшення відмивання грошей та запобіганню незаконним азартним іграм.